# Liste des ministres des Travaux publics en Région wallonne
En Belgique, la politique des travaux publics et des transports est du ressort des régions depuis le 1er janvier 1989, à la suite de la troisième réforme de l'État. Les régions deviennent alors compétentes pour :
1. les routes et leurs dépendances ;
2. les voies hydrauliques et leurs dépendances ;
3. les ports et leurs dépendances ;
4. les défenses côtières ;
5. les digues ;
6. les services des bacs ;
7. l'équipement et l'exploitation des aéroports et des aérodromes publics, à l'exception de l'aéroport de Bruxelles-National ;
8. le transport en commun urbain et vicinal, en ce compris les services réguliers spécialisés ;
9. les services de pilotage et de balisage de et vers les ports, ainsi que les services de sauvetage et de remorquage en mer.

Les compétences visées aux 2°, 3°, 4° et 9°, comprennent le droit d'effectuer dans les eaux territoriales et sur le plateau continental les travaux et activités, en ce compris le dragage, nécessaires à l'exercice de ces compétences.
À la suite de la quatrième réforme de l'État, le 30 juillet 1993 les Régions deviennent compétentes pour :
- le régime juridique de la voirie terrestre et des voies hydrauliques, quel qu'en soit le gestionnaire, à l'exclusion des voies ferrées gérées par la Société nationale des chemins de fer belges ;
- les services de taxis et les services de location de voitures avec chauffeurs.

Enfin, la sixième réforme de l'État transfère 1er juillet 2014 aux régions les compétences suivantes :
- les règles de police de la navigation sur les voies navigables, à l'exclusion de la réglementation en matière de transport de matières animales qui présentent un danger pour la population, de transport de matières radioactives et de transport de matières explosives ;
- les règles de prescriptions d'équipage de navigation intérieure et les règles en matière de sécurité des bateaux de navigation intérieure et des bateaux de navigation intérieure qui sont aussi utilisés pour effectuer des voyages non internationaux par mer ;
- les normes techniques minimales de sécurité en matière de construction et d'entretien des routes et de leurs dépendances, et des voies hydrauliques et leurs dépendances ;
- la réglementation en matière de transport de marchandises dangereuses et de transport exceptionnel par route, à l'exclusion de la réglementation en matière de transport de matières radioactives, de transport d'explosifs et de transport de matières animales qui présentent un danger pour la population ;
- sous la condition de la conclusion d'un accord de coopération conformément à l'article 92bis, § 4nonies, et pour une période limitée à la durée de celui-ci, le financement additionnel d'investissements d'aménagement, d'adaptation ou de modernisation de lignes de chemin de fer, ainsi que des équipements complémentaires sur les points d'arrêts non gardés renforçant leur visibilité et leur intermodalité avec les transports publics, les modes actifs, les taxis et les voitures partagées, pour autant qu'ils soient réalisés en sus des investissements repris dans un plan pluriannuel d'investissement effectivement doté, par l'autorité fédérale, de moyens suffisants pour assurer une offre de transport ferroviaire attractive, performante et efficacement interconnectée avec les autres modes de transport sur l'ensemble du territoire et dans une proportionnalité par rapport au financement fédéral fixée par l'accord de coopération précité.

Depuis 1989, il est souvent arrivé que la compétence des travaux publics et des transports soit répartie entre plusieurs portefeuilles ministériels.

## Ministres wallons des Travaux publics et des Équipements
| Titulaire           | Titulaire                            | Parti | Mandat                                                          | Gouvernement                                                                       | Portefeuille ministériel | Législature |
| ------------------- | ------------------------------------ | ----- | --------------------------------------------------------------- | ---------------------------------------------------------------------------------- | --- | ----------- |
|                     | André Baudson (1927-1998)            | PS    | 18 janvier 1989 – 8 janvier 1992 (2 ans, 11 mois et 21 jours)   | Anselme                                                                            | Ministre des Travaux publics et des Équipements | 3e          |
|                     | Jean-Pierre Grafé (1932-2019)        | PSC   | 8 janvier 1992 – 20 juin 1995 (3 ans, 5 mois et 12 jours)       | Spitaels                                                                           | Ministre des Travaux publics | 4e          |
| Collignon I         | Jean-Pierre Grafé (1932-2019)        | PSC   | 8 janvier 1992 – 20 juin 1995 (3 ans, 5 mois et 12 jours)       |                                                                                    | Ministre des Travaux publics | 4e          |
|                     | Michel Lebrun (1949-)                | PSC   | 20 juin 1995 – 12 juillet 1999 (4 ans et 22 jours)              | Collignon II                                                                       | Ministre de l’Aménagement du Territoire, de l’Équipement et des Transports | 5e          |
|                     | Jean-Claude Van Cauwenberghe (1944-) | PS    | 12 juillet 1999 – 4 avril 2000 (8 mois et 23 jours)             | Di Rupo I                                                                          | Vice-président, ministre du Budget, de l’Équipement et des Travaux publics | 6e          |
|                     | Michel Daerden (1949-2012)           | PS    | 4 avril 2000 – 15 juillet 2009 (9 ans, 3 mois et 11 jours)      | Van Cauwenberghe I                                                                 | Vice-président, ministre du Budget, de l’Équipement et des Travaux publics | 6e          |
| Van Cauwenberghe II | Michel Daerden (1949-2012)           | PS    | 4 avril 2000 – 15 juillet 2009 (9 ans, 3 mois et 11 jours)      | Vice-président, ministre du Budget, des Finances, de l’Équipement et du Patrimoine | 7e |             |
| Di Rupo II          | Michel Daerden (1949-2012)           | PS    | 4 avril 2000 – 15 juillet 2009 (9 ans, 3 mois et 11 jours)      | Vice-président, ministre du Budget, des Finances, de l’Équipement et du Patrimoine | 7e |             |
| Demotte I           | Michel Daerden (1949-2012)           | PS    | 4 avril 2000 – 15 juillet 2009 (9 ans, 3 mois et 11 jours)      | Vice-président, ministre du Budget, des Finances et de l’Équipement                | 7e |             |
|                     | Benoît Lutgen (1970-)                | cdH   | 15 juillet 2009 – 15 décembre 2011 (2 ans et 5 mois)            | Demotte II                                                                         | Ministre des Travaux publics, de l’Agriculture, de la Ruralité, de la Nature, de la Forêt et du Patrimoine | 8e          |
|                     | Carlo Di Antonio (1962-)             | cdH   | 15 décembre 2011 – 22 juillet 2014 (2 ans, 7 mois et 7 jours)   | Demotte II                                                                         | Ministre des Travaux publics, de l’Agriculture, de la Ruralité, de la Nature, de la Forêt et du Patrimoine | 8e          |
|                     | Maxime Prévot (1978-)                | cdH   | 22 juillet 2014 – 28 juillet 2017 (3 ans et 6 jours)            | Magnette                                                                           | Vice-président, ministre des Travaux publics, de la Santé, de l'Action sociale et du Patrimoine | 9e          |
|                     | Carlo Di Antonio (1962-)             | cdH   | 28 juillet 2017 – 13 septembre 2019 (2 ans, 1 mois et 16 jours) | Borsus                                                                             | Ministre de l’Environnement, de la Transition écologique, de l’Aménagement du Territoire, des Travaux publics, des Zones d’activité économique, de la sécurité routière, de la Mobilité, des Transports et du Bien-être animal | 9e          |
|                     | Philippe Henry (1971-)               | Ecolo | 13 septembre 2019 - (5 ans, 8 mois et 28 jours)                 | Di Rupo III                                                                        | Vice-président, ministre du Climat, de l'Énergie, des Infrastructures et de la Mobilité | 10e         |

## Sources et références
1. 1 2 3  Loi spéciale de réformes institutionnelles du 8 août 1980, M.B., 15 août 1980, art. 6, § 1er, X.